# Dillenia fagifolia
Dillenia fagifolia är en tvåhjärtbladig växtart som beskrevs av Hoogl. Dillenia fagifolia ingår i släktet Dillenia och familjen Dilleniaceae. Inga underarter finns listade i Catalogue of Life.